# Nederlands Kostuummuseum

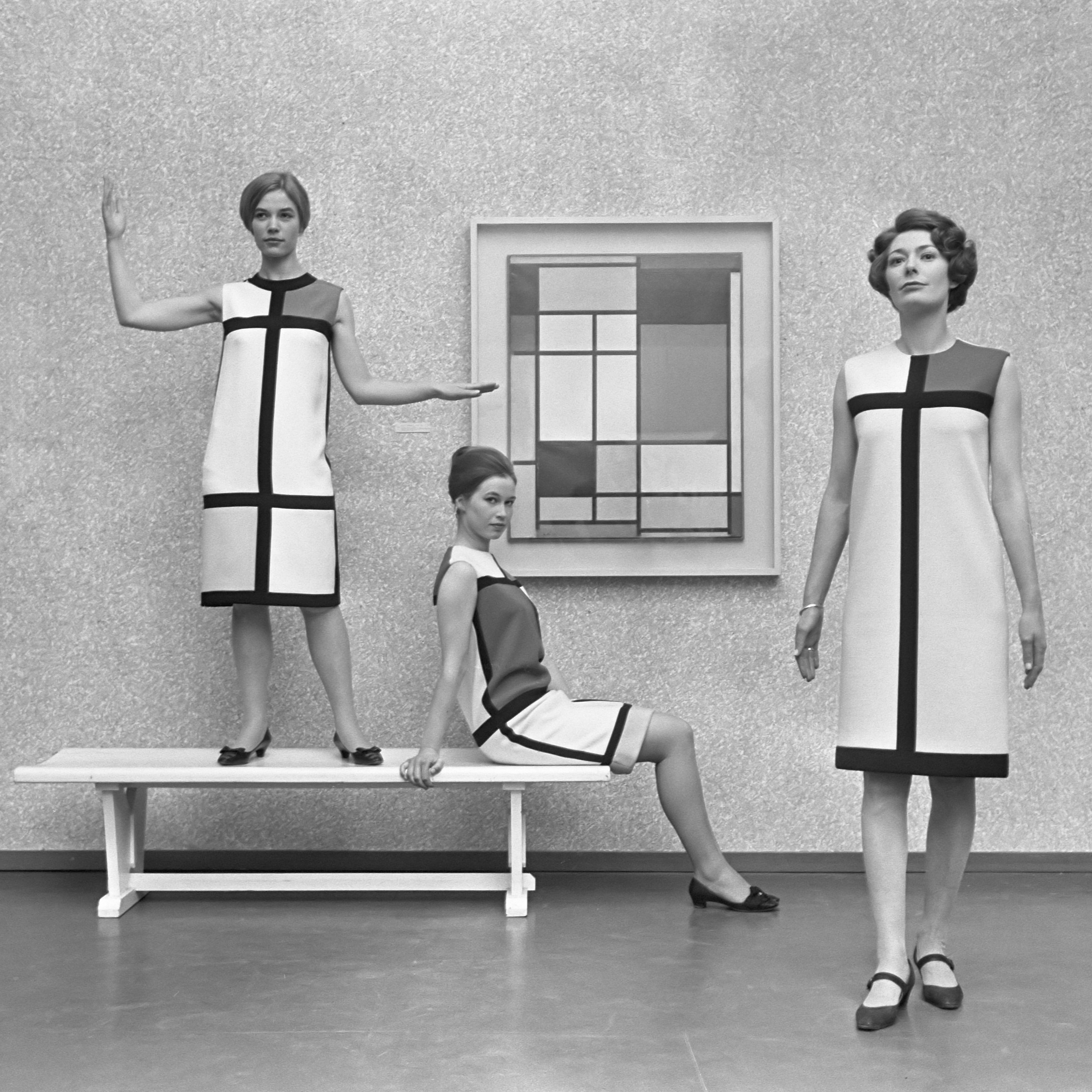
Medewerkers van het museum tonen in 1966 Mondriaanjurk van Yves St. Laurent in het Gemeentemuseum

Het Nederlands Kostuummuseum (ook Nederlands Costuum-museum) was van 1951 tot 1985 een museum over kostuums in Den Haag. Het museum is in 1985 opgegaan in het tegenwoordige Kunstmuseum Den Haag.
De basis werd gelegd in de jaren dertig door conservator Frithjof van Thienen van de afdeling kunstnijverheid van het Haags Gemeentemuseum. In 1950 werd mede door hem de Stichting Vrienden van het Nederlands Kostuummuseum opgericht. De collectie breidde uit en paste niet in het gebouw van Berlage en kreeg onderdak in museum Bredius aan de Prinsegracht. Vanaf 1957 werd de tentoonstellingsruimte gevestigd aan de Lange Vijverberg 14. In 1975 werd ook het pand nr. 15 betrokken.
De tentoonstelling weerspiegelde de tijd van het gebouw uit 1757 en omvatte vijf 18e-eeuwse en een 19e-eeuwse zaal met poppen met 35 kostuums uit die tijd. Om een chronologisch overzicht te geven waren daarnaast drie vitrines ingericht.
In 1985 verhuisde het museum vanwege te hoge kosten voor noodzakelijke modernisering van het gebouw naar de Schamhartvleugel van het Gemeentemuseum, waar tegenwoordig het GEM en Fotomuseum Den Haag gehuisvest is. Hier ontstond meer ruimte voor de uitgebreide collectie uit de 20e eeuw. In de vleugel werd door interieurarchitect Benno Premsela en conservator Ietse Meij gekozen voor een opstelling waarbij eigentijdse kleding naast historische kleding getoond wordt ('exhibiting past and present for today'). Er werd gekozen voor een thematische permanente opstelling gegroepeerd rond dertien thema's binnen de drie hoofdindelingen democratisering, traditie en vernieuwing. Binnen deze thematische opstelling werd een wisselende groep van 60 kledingstukken uit de collectie getoond. Daarnaast werd er een voorruimte ingericht voor tijdelijke tentoonstellingen. In 1985 werd hier de tentoonstelling Modebeeld 84/85 over modefotografie gehouden. Een depot werd gevonden in het nieuwe gebouw van het Museon.
Vanwege de klimatologische omstandigheden in de vleugel werd in 1989 besloten de permanente tentoonstelling op te heffen en wisselende tentoonstellingen te houden. Bij de bouw van een expositieruimte in 1998 onder de binnentuin werd ruimte gemaakt voor een modegalerij. Jaarlijks organiseert het museum één grote modetentoonstelling, met werk grotendeels uit de eigen collectie.
Het pand Lange Vijverberg huisvest op huisnummer 14 Museum Bredius  en op nummer 15 kunsthandel Hoogsteder & Hoogsteder.

## Collectie
In 1951 werd de particuliere collectie van de acteur Cruys Voorbergh aangekocht. Van deze verzameling gingen de streekkostuums naar het Nederlands Openluchtmuseum in Arnhem, en de modekostuums naar het Nederlands Kostuummuseum in Den Haag. In 1956 werd de collectie uitgebreid met haute couture van de Nederlandse concertzangeres Else Rijkens. In 1982 werd de collectie Twickel toegevoegd aan de collectie, afkomstig van drie generaties baronnen Van Heeckeren van Wassenaar uit de periode 1830 tot 1936. Museum de Lakenhal gaf in 1986 zijn kostuumcollectie in eeuwigdurende bruikleen. In 1988 werd de collectie aangevuld met de 20e-eeuwse modetekeningen van Constance Wibaut.
De modecollectie van het Gemeentemuseum omvatte in 2015 ruim 50.000 kledingstukken en accessoires, en 15.000 modeprenten en tekeningen.
- Gemeinsame Normdatei: 5041337-5
- International Standard Name Identifier: 0000 0001 2215 1991
- Library of Congress Control Number: n79150479
- Nationale bibliotheek van Australië: 35148812
- Union List of Artist Names: 500307435
- Virtual International Authority File: 124327152